# Tatort: Familiensache
Familiensache ist ein Fernsehfilm aus der Krimireihe Tatort. Der für den ORF produzierte Beitrag wurde am 20. Mai 2007 erstgesendet. Es ist der 16. Fall des österreichischen Chefinspektors Moritz Eisner, gespielt von Harald Krassnitzer.

## Handlung
Sonderermittler Moritz Eisner gerät auf dem Weg zur Arbeit in einen Polizeieinsatz – in einer Wiener Wohnung ist ein Ehepaar anscheinend durch einen Doppelselbstmord ums Leben gekommen. Inspektor Bernhard Weiler ist vor Ort und leitet den Einsatz. Er ist davon überzeugt, dass es sich um einen erweiterten Suizid handelt und es nichts weiter zu ermitteln gibt. Eisner sieht das nicht so eindeutig, denn der Ehemann hat augenscheinlich zuerst seine Frau erschossen und danach sich selbst. Da er aber im Rollstuhl sitzt, ist es Eisner nicht plausibel, wie das rein technisch abgelaufen sein soll.
Heidi und Friedel Dachsbacher waren Mitglieder in einem Singleclub. Eisner erfährt dort, dass der Ehemann nach einem Reitunfall gelähmt war. Da er aufgrund der Lähmung seinen ehelichen „Pflichten“ nicht mehr nachkommen konnte, gestattete er seiner Frau ihre Bedürfnisse dort zu befriedigen. So macht sich Eisner auf die Suche nach Heidi Dachsbachers letzter Bekanntschaft. Unerwartet trifft er in dem Club Cornelia Stummvoll, die Nachbarin der Dachsbachers. Die Frau steht sichtlich unter Druck und Eisner bietet ihr seine Hilfe an, was sie aber strikt ablehnt. Eisner recherchiert und so wie es aussieht ist ihre Tochter aus dem Internat entführt worden, was die Verstörtheit der Frau erklärt. Ehe Eisner weiter in dieser Richtung tätig werden kann, gibt es einen neuen Todesfall. Die Chefin des Singleclubs wurde erdrosselt. Inspektor Bernhard Weiler steht vor einem Rätsel und bittet Eisner sich der Sache anzunehmen. Dieser geht davon aus, dass er über Cornelia Stummvoll die Lösung zu allem finden kann, doch dazu muss er erst einmal ihr Vertrauen gewinnen. Da sie weiß, dass er von der Polizei ist, schottet sie sich ab. Eisner gibt ihr zu verstehen, dass er von der Entführung weiß und ihr helfen könne, aber sie zieht sich erneut zurück. So sieht sich Eisner heimlich in ihrer Wohnung um und findet einen Hinweis auf Martin Schulteis. Dieser bemerkt jedoch, dass er observiert wird und ergreift die Flucht. Der Mann arbeitet im Supermarkt, wo Cornelia Stummvoll regelmäßig einkauft. Er kennt sie also genau und konnte die Entführung von langer Hand vorbereiten. Eisner vermutet, dass er mit den Morden Cornelia Stummvoll nur zeigen wollte, wozu er fähig und was alles möglich ist.
Nachdem sich Cornelia Stummvoll endlich Eisner anvertraut, erfährt er, dass Martin Schulteis die Frau zwingen will seine Mutter umzubringen. Er hätte dann ein Alibi und eine Verbindung zu Stummvoll würde die Polizei seiner Meinung nach nicht herstellen können. Durch Eisners Eingreifen funktioniert dieser Plan nun nicht mehr, denn Schulteis sieht sich erkannt. Kurzerhand bringt er seine Mutter selber um. Ehe er aber dem Kind etwas antun kann, greift Eisner ein, wobei die hinzugekommene Cornelia Stummvoll den mörderischen Entführer mit Eisners Dienstpistole erschießt.

## Rezeption

### Einschaltquoten
Die Erstausstrahlung von Familiensache am 20. Mai 2007 wurde in Deutschland von insgesamt 5,99 Millionen Zuschauern gesehen und erreichte einen Marktanteil von 19,2 Prozent für Das Erste. In der werberelevanten Zielgruppe lag der Marktanteil bei 13,2 Prozent.

### Kritiken
„Familiendrama, Kindesentführung, sexuelle Perversionen – der Film hat so viel vor, dass ihm 90 Minuten manchmal nicht zu reichen scheinen. Doch das ist nicht schlimm, denn er ist von Anfang bis Ende spannend. Er ist gut inszeniert und hervorragend besetzt. Und er zeigt, dass die Krimi-Reihe der ARD weder altbacken noch langweilig sein muss, sondern mit den richtigen Zutaten in echte Spitzenkrimis münden kann.“

Die Kritiker der Fernsehzeitschrift  TV Spielfilm zeigten für diesen Tatort den Daumen nach oben und stellten fest: „Es regnet viel, es wird nie richtig hell. Thomas Roth, Regisseur u. a. der österreichischen ‚Trautmann‘-Krimis, setzt auf betont trostlose Atmosphäre und markantes Personal wie den wunderbar abgenervten Weiler. Was dem Zuschauer durch eine eher unübersichtliche Story hilft, die dann mit Moritz Eisners Privatproblemen auch ein wenig überladen ist.“ Fazit: „Etwas konfus, aber leicht exzentrisch.“